# 吳啟華
吳啟華（英語：Lawrence Ng Kai Wah，1964年5月19日—），香港男演員，吳啟華1983年畢業於第12期無綫電視藝員訓練班而出道後，曾在周星馳電影《九品芝麻官》中飾演大奸角名狀師方唐鏡及其台詞「彈出彈入」（跳進來、跳出去）為人所熟知。其後回巢TVB接拍《妙手仁心》系列中飾演的腦外科程至美醫生，為其事業最高峰點。近年主要在中國大陸發展，曾為邵氏兄弟藝人，間中以部頭合約形式為無綫電視拍劇。吳啟華曾經歷兩段婚姻，以第二段最廣為人知，對象是來自中國大陸、相隔廿一載的石洋子，兩人育有一女，已於2014年離婚。

## 背景

### 早年生活
吳啟華籍貫廣東番禺，有三名兄弟（長兄吳啟明、两个弟弟）。他的父親為一名警察。一家六口早年居住在九龍長沙灣，經常逗留於嫲嫲位於紅磡的家。吳啟華童年時期缺乏家庭溫暖，欠缺父母緣，但慶幸與兄弟感情要好。他於1976年畢業於旺角中華基督教會協和小學上午校。在校時認識了藝人曹永廉，並與名醫曹貴子為同班同學。。吳啟華於12歲那年離開父母，與祖母同住。其後與胞兄吳啟明一同前往英國特魯羅升讀寄宿學校 Truro School，在當地一段日子後完成中學預科課程，亦開始接觸舞臺劇，並擔任舞臺的幕前幕後工作，當上了舞臺總監，為日後的演藝事業奠下基礎。
完成英國預科課程後，原本有意修讀大學建築課程的吳啟華，在表舅母支持下投考第12期無綫藝員訓練班（同期學員包括劉嘉玲、吳君如、曾華倩），自此展開其演藝生涯。由於表現出色，藝訓班畢業後一年便獲擔當劇集主要角色，但早期也有被迫參與一些三級片的演出。
近日他接受內地節目《麗人麗語》訪問，重提年輕時曾到英國讀書，慘遭當地人歧視：「會叫你Chink，行街無端端畀人打都有嘅，同自己好朋友嘅鬼仔傾偈，佢哋都好大鼻，『我哋大英帝國，你哋區區殖民地』。」

### 演藝發展

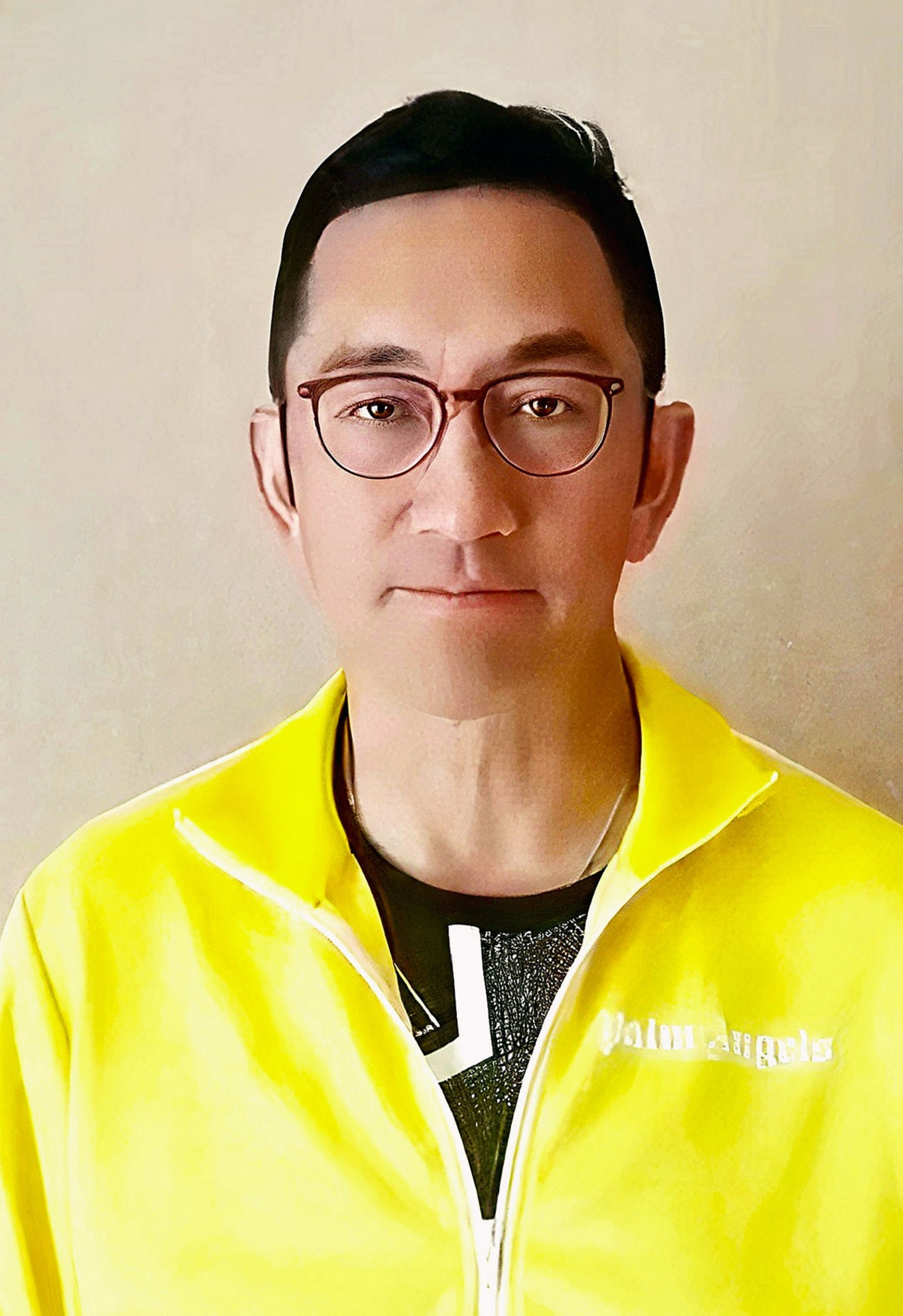
應《中國新聞網》邀請拍攝支持短片

1983年與無綫電視簽約後，吳啟華首次擔正的角色是劇集《魔域桃源》中一個大反派，但因表現出眾且演出活靈活現，吳啟華演技獲得觀眾迴響外，更得到演藝圈中人的好評，故日後演出機會不斷。不少無綫重點電視劇集，例如《大運河》（飾演隋煬帝楊廣）和《流氓大亨》，均被安排擔當大反派角色，自此更奠定他日後的反派戲路。
1987年，吳啟華與無綫電視因產生糾紛，雙方關係決裂而約滿離開無綫，轉投至電影及舞台劇發展，至1990年代吳啟華選擇轉往亞洲電視拍攝電視劇集演出。此外，他在離開無綫電視的轉至亞視期間，亦為其兄吳啟明仍在無綫演戲。吳啟華也有演出多部電影，最能代表他的電影是與周星馳合作的九品芝麻官，他在劇中飾演反派方唐鏡，與星爺有多場爆笑的對手戲，如「彈出彈入」、「黃線以後」和「大咩大、人咩人」、「打我吖笨」等令觀眾難忘的經典台詞。
1996年，吳啟華再度返回無綫電視，接拍《壹號皇庭V》，飾演徐偉傑，是一個外冷內熱、重情重義的高級督察，亦是劇中的主角之一，由於其角色和演技討好，人氣隨之上升。1998年，吳啟華接拍了由鄧特希監製的香港無綫電視劇《妙手仁心》，飾演仁愛醫院中的一位醫術高明的腦外科醫生程至美，受到觀眾歡迎，亦為他帶來了不少的電視獎項，令其演藝事業攀上顛峰，一躍成為受歡迎的男藝人。而隨後兩輯的《妙手仁心II》、《妙手仁心III》，程至美亦理所當然繼續成為此系列最受歡眾喜愛的主角，斷定了《妙手仁心》系列是他的最為人經典難忘的代表作。吳啟華在訪問中提到，由於程至美角色太深入民心，曾在街上被人誤認為是真醫生而問診。
自從《妙手仁心》後，吳啟華憑著幾乎每拍的劇集都是擔任主角，而當中亦有很多是評價甚好、收視頗佳的劇集。例如《LovingYou我愛你》系列、《倚天屠龍記》飾演主角張無忌、《美味情緣》、《黑夜彩虹》等，都很受觀眾喜歡和留下深刻的印象，2006年吳啟華再次離開無綫電視。一直到2012年，吳啟華重返無綫電視並接拍《On Call 36小時II》。盛傳他將會延續《妙手仁心》系列的角色程至美，最後開拍時以全新角色洛文笙登場，但其演技的不慍不火亦足以令他人氣回升。至2014年，吳啟華於劇集《女人俱樂部》飾演七大九十年代女神的初戀情人，再與昔日拍檔陳慧珊配成一對。同年主演懲教劇集《再戰明天》而人氣急升，劇中飾演文上升懲教署高級主任一角，演藝事業再踏上高峰。
2016年，吳啟華在訪問中提到，他在《純熟意外》飾演喬文傑，是一個身手了得，兼有自癒能力的不死人，他為了要應付劇中很多的動作場面，更刻意做多了運動，以致整個身型比起之前任何時間都還要好。而他亦憑此劇保持極高的人氣。近年，吳啟華除了為無綫電視拍劇，也在中國內地發展演藝事業，並計劃中港兩地一年内各拍一部劇。

## 感情生活
1992年，吳啟華與泰國富家女Varintra結婚，但於1995年離異，並重返演藝圈。2007年，與年齡相差21年的內地演員長春姑娘石揚子（又名石洋子）在香港註冊成為夫妻。2008年，两人育有一女。2014年，吳啟華稱與石洋子夫妻分居近四年，同年10月結束7年婚姻關係。

## 演出作品

### 電視劇（無綫電視）
| 首播       | 劇名             | 角色                                         | 性質       | 頒獎典禮 |
| 1983年     | 無冕天使         |                                              | 跑龍套     | |
| 1983年     | 香港八三         |                                              | 跑龍套     | |
| 1983年     | 鬼咁夠運         |                                              | 跑龍套     | |
| 1983年     | 夾心人           |                                              | 跑龍套     | |
| 1983年     | 北斗雙雄         |                                              | 跑龍套     | |
| 1983年     | 警花出更         |                                              | 跑龍套     | |
| 1984年     | 天師執位         |                                              | 跑龍套     | |
| 1984年     | 五虎將           |                                              | 跑龍套     | |
| 1984年     | 決戰玄武門       |                                              | 跑龍套     | |
| 1984年     | 畫出彩虹         | 不良青年                                     | 跑龍套     | |
| 1984年     | 超越愛情線       | 員工                                         | 跑龍套     | |
| 1984年     | 笑傲江湖         |                                              | 跑龍套     | |
| 1984年     | 秋瑾             |                                              | 跑龍套     | |
| 1984年     | 鹿鼎記           | 御前侍衛，天地會青木堂弟子                   | 跑龍套     | |
| 1984年     | 魔域桃源         | 慕容白                                       | 第二男主角 | |
| 1985年     | 碧血劍           | 李岩                                         | 男配角     | |
| 1985年     | 中四丁班         | 黃成就                                       | 第一男主角 | |
| 1985年     | 好女當差         |                                              | 男配角     | |
| 1985年     | 楚河漢界         | 劉邦（漢高祖）                               | 第一男主角 | |
| 1985年     | 六指琴魔         | 呂倫                                         | 第一男主角 | |
| 1986年     | 愛情全盒         |                                              | 第一男主角 | |
| 1986年     | 流氓大亨         | 鍾偉舜                                       | 第二男主角 | |
| 1986年     | 鑽石王老五       | 向丹                                         | 第一男主角 | |
| 1987年     | 大運河           | 楊廣（隋煬帝）                               | 第二男主角 | |
| 1987年     | 書劍恩仇錄       | 余魚同                                       | 第二男主角 | |
| 1987年     | 段落             | 阿光                                         | 第二男主角 | |
| 1988年     | 大茶園           | 羽亦行                                       | 第一男主角 | |
| 1988年     | 老子萬歲         | 柳追憶（柳大頭）                             | 第二男主角 | |
| 1994年     | 俠義見青天       | 趙受謙（襄陽王之子）                         |            | |
| 1996年     | 900重案追兇      | 王一正（王Sir）                              | 第二男主角 | |
| 1996年     | 廉政行動1996     | 伍普照                                       | 單元男主角 | |
| 1997年     | 壹號皇庭V        | 徐偉杰（Alex）                               | 第三男主角 | |
| 1998年     | 大澳的天空       | 方信哲                                       | 第一男主角 | |
| 1998年     | 妙手仁心         | 程至美（Paul）                               | 第一男主角 | 榮獲1998年度萬千星輝賀台慶最佳拍擋大獎（與蔡少芬） 榮獲1999年度萬千星輝賀台慶我最難忘的男主角 提名1998年度萬千星輝賀台慶最佳男主角獎 （最後五強） |
| 1998年     | 冤家宜結不宜解   | 成達充                                       | 第一男主角 | |
| 1999年     | 全院滿座         | 程浩然                                       | 第一男主角 | |
| 2000年     | Loving You我愛你 |                                              | 第一男主角 | 提名2000年度萬千星輝賀台慶本年度我最喜愛的男主角 （最後五強） |
| 2000年     | 妙手仁心II       | 程至美（Paul）                               | 第一男主角 | 榮獲2001年度萬千星輝賀台慶本年度我最喜愛的電視角色 榮獲2001年度萬千星輝賀台慶本年度我最喜愛的拍檔（戲劇組）（與蔡少芬） 提名2001年度萬千星輝賀台慶本年度我最喜愛的男主角 （最後五強）                                                                                             |
| 2001年     | 倚天屠龍記       | 張無忌                                       | 第一男主角 | |
| 2001年     | 美味情緣         | 馬友                                         | 第一男主角 | 提名2001年度萬千星輝賀台慶本年度我最喜愛的男主角 提名2001年度萬千星輝賀台慶本年度我最喜愛的電視角色 提名2001年度萬千星輝賀台慶本年度我最喜愛的拍檔（戲劇組）（與陳慧珊）（最後五強）                                                                                              |
| 2003年     | 撲水冤家         | 常浩琛                                       | 第一男主角 | 提名2003年度萬千星輝賀台慶本年度我最喜愛的男主角 提名2003年度萬千星輝賀台慶本年度我最喜愛的電視角色 提名2003年度萬千星輝賀台慶本年度我最喜愛的拍檔（戲劇組）（與葉童） |
| 2003年     | LovingYou我愛你2 | 石國亮、梁元、陳立天、姚家傑、溫向陽、歐陽明 | 第一男主角 | 提名2003年度萬千星輝賀台慶本年度我最喜愛的拍檔（戲劇組）（與鄧萃雯、薛家燕） |
| 2003年     | 黑夜彩虹         | 樂天生                                       | 第一男主角 | 提名2003年度萬千星輝賀台慶本年度我最喜愛的男主角 提名2003年度萬千星輝賀台慶本年度我最喜愛的電視角色 提名2003年度萬千星輝賀台慶本年度我最喜愛的拍檔（戲劇組）（與蔡少芬、黎姿） 提名Astro華麗台電視劇大獎2004我的至愛角色                                                          |
| 2005年     | 妙手仁心III      | 程至美（Paul）                               | 第一男主角 | 提名2005年度萬千星輝賀台慶最佳男主角 提名Astro華麗台電視劇大獎2006我的至愛男主角（最後十強） 提名Astro華麗台電視劇大獎2006我的至愛角色 |
| 2006年     | 樓住有情人       | 鍾志良                                       | 第一男主角 | 提名萬千星輝頒獎典禮2006最佳男主角 |
| 2011年重播 | 七號差館         | 王劍                                         | 第一男主角 | |
| 2013年     | On Call 36小時II | 洛文笙（Lokman）                             | 第一男主角 | 提名萬千星輝頒獎典禮2013最佳男主角 提名萬千星輝頒獎典禮2013最受歡迎電視男角色 提名TVB 馬來西亞星光薈萃頒獎典禮2013最喜愛TVB男主角 提名TVB 馬來西亞星光薈萃頒獎典禮2013最喜愛TVB電視角色                                                                                           |
| 2014年     | 女人俱樂部       | 姚子倫（Alan、呀倫）                         | 第一男主角 | 提名星和無線電視大獎2014我最愛TVB熒幕情侶（與李若彤）（最後五強） |
| 2014年     | 再戰明天         | 文上升（Man Sir）                            | 第一男主角 | 榮獲星和無線電視大獎2015我最喜愛TVB男角色 提名萬千星輝頒獎典禮2014最佳男主角 提名萬千星輝頒獎典禮2014最受歡迎電視男角色 提名TVB 馬來西亞星光薈萃頒獎典禮2014最喜愛TVB男主角 提名TVB 馬來西亞星光薈萃頒獎典禮2014最喜愛TVB電視角色 提名星和無線電視大獎2015我最喜愛的TVB電視男主角 |
| 2016年     | 純熟意外         | 喬文傑（George）                             | 第一男主角 | 提名萬千星輝頒獎典禮2016最佳男主角 提名星和無線電視大獎2016我最愛的TVB電視男主角 提名星和無線電視大獎2016我最愛TVB電視角色 提名TVB 馬來西亞星光薈萃頒獎典禮2016最喜愛TVB男主角 提名TVB 馬來西亞星光薈萃頒獎典禮2016最喜愛TVB電視角色                                              |
| 未播映     | 非份之罪         |                                              | 第一男主角 | |

### 電視劇（中國）
| 首播   | 劇名             | 角色     | 備註         |
| 2002年 | 絕世雙驕         | 常春     |              |
| 2012年 | 軒轅劍之天之痕   | 古月仙人 |              |
| 2012年 | 新都巿人         | 徐子墨   |              |
| 2016年 | 下輩子還做我老爸 | 陸遠山   |              |
| 2016年 | 網商             | 石磊     | 2012年拍攝   |
| 2020年 | 我在香港遇見他   | 陈茗轩   | 網絡劇       |
| 2022年 | 城管局长         | 吳達     | 2014年前拍攝 |
| 2025年 | 獅城山海         | 鄭秋     | 網絡短劇     |
| 2025年 | 驕陽似我         | 聂程远   |              |

### 電視劇（亞洲電視）
| 首播   | 劇名             | 角色               |
| 1990年 | 還看今朝         | 江書海             |
| 1991年 | 廟街豪情         | 霍郁文             |
| 2010年 | 法網群英         | 方智浩（Joe）      |
| 2011年 | 上海灘之俠醫傳奇 | 江舒涵             |
| 2012年 | 親密損友         | 程醫生（Lawrence） |

### 電視劇（臺灣民視）
| 首播   | 劇名                                   | 角色   |
| 1997年 | 儂本多情                               | 張桂庭 |
| 1997年 | 星座女人系列之水瓶座：我是你今生的新娘 | 謝家樹 |

### 電視電影（無綫電視）
| 首播   | 劇名       | 角色   |
| 1994年 | 喋血狂奔   | 劉子初 |
| 1994年 | 現代灰姑娘 | Gordon |
| 1995年 | 傾城歲月   | 賀文軒 |

### 電視劇（其他）
| 首播   | 劇名           | 角色                   | 性質           |
| 2016年 | 隱世者們       | 江 寧                  | 兩大男主角之一 |
| 2018年 | 吃素的小爸     |                        | 網絡劇         |
| 2018年 | 冒險王衛斯理   | 衛博士                 | 客串           |
| 2019年 | 飛虎之雷霆極戰 | 潘學榮                 | 邵氏兄弟       |
| 2022年 | 黑金風暴       | 梁建邦 (Robin Freeman) |                |
| 2025年 | 執法者們       | 雷學森                 | 邵氏兄弟       |

### 電影
| 年 份  | 片 名                | 角 色    | 備註     |
| 1986年 | 流氓英雄             | 舒松     |          |
| 1988年 | 畫中仙               | 崔鴻漸   |          |
| 1988年 | 雞同鴨講             | 潘丹尼   |          |
| 1988年 | 最佳損友闖情關       | 鄭羅勃   |          |
| 1989年 | 富貴開心鬼           | 蕭保羅   |          |
| 1989年 | 我愛唐人街           | Franco   |          |
| 1989年 | 說謊的女人           | Edgar    |          |
| 1989年 | 求愛夜驚魂           |          |          |
| 1989年 | 黑色迷牆             |          |          |
| 1990年 | 川島芳子             | 小林     |          |
| 1990年 | 四人新世界           |          | 特別客串 |
| 1991年 | 豪門夜宴             | 宴會賓客 | 客串     |
| 1991年 | 跛豪                 | 阿明     |          |
| 1991年 | 玉蒲團之偷情寶鑑     | 未央生   |          |
| 1991年 | 驚天龍虎豹           |          |          |
| 1992年 | 阮玲玉               | 張達民   |          |
| 1992年 | 阿二一族             |          |          |
| 1992年 | 黑豹傅說             |          |          |
| 1992年 | 新龍門客棧           | 陸小川   |          |
| 1992年 | 艷鬼狂情             |          |          |
| 1993年 | 新仙鶴神針           | 蘇鵬海   |          |
| 1993年 | 新難兄難弟           | 貴利馮   |          |
| 1993年 | 勝者至尊之賭神爭霸戰 | 韋鼎峰   |          |
| 1993年 | 日落卡門             |          |          |
| 1993年 | 夜迷情               |          |          |
| 1994年 | 香港奇案之吸血貴利王 | 林過仁   |          |
| 1994年 | 九品芝麻官           | 方唐鏡   |          |
| 1994年 | 天才與白痴           | 張志江   |          |
| 1994年 | 冷血人狼             | 陳少雄   |          |
| 1994年 | 滿清十大酷刑         | 楊乃武   |          |
| 1994年 | 燈籠                 | 輝少     |          |
| 1995年 | 整容                 |          |          |
| 1995年 | 流氓醫生             | 紀彤     |          |
| 1995年 | 街坊差人             |          |          |
| 1995年 | 信有明天             |          |          |
| 1995年 | 和平飯店             |          |          |
| 1996年 | 不歸路               | 馬文雄   |          |
| 1999年 | 還我情心             |          |          |
| 2000年 | 愛我別走             | Ace      |          |
| 2001年 | 完美情人             | 大咪     |          |
| 2003年 | 西貢的童話           |          |          |
| 2006年 | 陶器人形             |          |          |
| 2006年 | 三分鐘先生           | 譚廣源   |          |
| 2010年 | 72家租客             | 程至美   |          |
| 2015年 | 零點殺機             |          |          |
| 2015年 | 陀地驅魔人           | 丈夫     |          |
| 2016年 | 不死之身             |          | 網絡電影 |
| 2016年 | 呆呆計劃             | 白楚雄   |          |
| 2017年 | S的秘密              | 方浪     |          |
| 2017年 | 厲害了我的叔         | 吳老師   | 網絡電影 |
| 2018年 | 尋味秘盗             | 包前程   | 網絡電影 |
| 2018年 | 造夢者               | 陳昌     | 網絡電影 |
| 2019年 | 愛笑種夢室之龍在江湖 |          | 網絡電影 |
| 2020年 | 站住！小偷           |          |          |
| 2020年 | 再見，陌生人         | 沈建强   |          |
| 2021年 | 羅布泊之九龍天棺     | 卓方海   | 網絡電影 |
| 2021年 | 唐伯虎之偷天换日     |          | 網絡電影 |
| 2022年 | 欲望迷宫             |          | 網絡電影 |
| 2022年 | 新秩序               |          |          |

## 主持
| 年份   | 節目                 | 備註           |
| ------ | -------------------- | -------------- |
| 約2000 | 《醫生與你》         | 與港台聯合製作 |
| 2013   | 《守護生命的故事》   | 無綫電視       |
| 2014   | 《守護生命的故事2》  | 無綫電視       |
| 2020   | 《大灣區的11種魅力》 | 與袁潔儀主持   |

## 音樂作品（唱片）
吳啟華因電視劇集演出關係，演唱部份劇集的主題曲及插曲，由佳音音樂（太平洋）有限公司發行，當中部份歌曲更由吳啟華以程至美作筆名參與填詞。
| 年份 | 專輯名稱                   |
| ---- | -------------------------- |
| 1998 | 妙韻仁心                   |
| 2000 | 下次再戀愛                 |
| 2001 | 《倚天屠龍記》劇集原聲大碟 |

## 獎項殊榮
| 年份 | 頒獎典禮       | 獎項                                           | 劇名       | 角色           | 結果 |
| 1998 | 萬千星輝賀台慶 | 本年度我最喜愛的拍擋（戲劇組）：吳啟華、蔡少芬 | 妙手仁心   | 程至美（Paul） | 獲獎 |
| 1999 | 萬千星輝賀台慶 | 我最難忘的男主角                               | 妙手仁心   | 程至美（Paul） | 獲獎 |
| 2001 | 萬千星輝賀台慶 | 本年度我最喜愛的拍檔（戲劇組）：吳啟華、蔡少芬 | 妙手仁心II | 程至美（Paul） | 獲獎 |
| 2001 | 萬千星輝賀台慶 | 本年度我最喜愛的電視角色                       | 妙手仁心II | 程至美（Paul） | 獲獎 |

## 無綫月曆
- 2014年11月 - 蔡少芬、張兆輝、苗僑偉、汪明荃、邵美琪、田蕊妮

## 呼籲用選票向暴力說不
2019年11月23日，即2019年香港區議會選舉前一日，中華人民共和國外交部駐香港特別行政區特派員公署Facebook專頁上載了一條由40多位藝人拍攝的片段，內容主要目的是呼籲用選票向暴力說不。吳啟華為其中一員，其餘藝人為成龍、王祖藍、惠英紅、陳小春、容祖兒、陳雅倫、莫華倫、肥媽、洪祖星、周海媚、陳浩民、翁虹、關禮傑、林俊賢、劉錫明、李國祥、梁烈唯（梁競徽）、黃子楊、洪天照、莫鎮賢、梁家仁、湯寶如、李霖恩、李耀景、楊明、張柏文、歐靄玲、彭敬慈、文佩玲、蔡淇俊、陳國坤、林漪娸、李美慧、吳毅將、黎瑞恩、何婉盈、黃銘健、莊思敏、莊思明、陳秀麗、顏光興、顏仟汶、林迪安、黃竣鋒、鍾少雄等。

## 外部連結
- 吳啟華的Facebook專頁
- 图文：香港著名影星吴启华精彩写真-1
- 吳啟華：有路梗係要走！ 東方日報（页面存档备份，存于）
- 吳啟華的新浪微博
- 吳啟華在互联网电影资料库（IMDb）上的資料（英文）
- 吳啟華在香港影庫上的簡介
- 吳啟華在豆瓣上的资料（简体中文）
- 吳啟華在时光网上的簡介（简体中文）